# Belva (Virginia Occidental)
Belva es un lugar designado por el censo (en inglés, census-designated place, CDP) ubicado en el condado de Nicholas, Virginia Occidental, Estados Unidos. Según el censo de 2020, tiene una población de 78 habitantes.

## Geografía
La localidad está ubicada en las coordenadas 38°14′1″N 81°11′16″O / 38.23361, -81.18778 (38.233657, -81.187801). Según la Oficina del Censo de los Estados Unidos, tiene una superficie total de 0.42 km², de la cual 0.36 km² corresponden a tierra firme y 0.06 km² son agua.

## Demografía
Según el censo de 2020, hay 78 personas residiendo en la localidad. La densidad de población es de 217 hab./km². El 96.15% de los habitantes son blancos y el 3.85% son de una mezcla de razas. Del total de la población, el 2.56% son hispanos o latinos de cualquier raza.